# Reek (Star Wars)
De Reek is een fictieve neushoorn-achtige diersoort van de planeet Ylesia uit de Star Warsfilmserie. 

## Uiterlijk
Reeks waren kuddedieren afkomstig van de planeet Ylesia. 
Een Reek is een zoogdier dat 2,30 meter hoog en 4 meter lang kan worden. Langs de zijkanten van hun kop steken twee grote hoorns en boven op de kop zit nog een hoorn. Hun bek zit vol met stevige tanden die makkelijk een mens doormidden kunnen bijten. Ze hebben een taaie en leerachtige huid die grijsbruin van kleur is. De Reek heeft vier poten met aan elke poot twee grote klauwen.
De Reek is een herbivoor.
Normaal gesproken was de huid van een Reek gewoon grijsbruin. Doordat de Reek gevoerd werd met vlees in plaats van groenvoer, werd de huid op de rug en kop van een Reek rood van kleur. Ook wordt een Reek agressief, wanneer er vlees aan ze gevoerd wordt.

## In de films
De Reek komt alleen voor in Star Wars: Episode II: Attack of the Clones.
Hier wordt de Reek, samen met een Nexu en Acklay, gebruikt om Anakin Skywalker, Padmé Amidala en Obi-Wan Kenobi in de Petranaki Arena op Geonosis te offeren. De Reek valt Anakin aan. Vlak voordat de Reek Anakin raakt spring Anakin op zijn rug. Hij kalmeert de Reek met De Kracht en laat daarna de Reek de Nexu doden, die Padmé aanviel.